# 争取意大利无产阶级共产党组织
争取意大利无产阶级共产党组织（意大利语：Organizzazione per il Partito Comunista del Proletariato d'Italia）是意大利的一个已不存在的共产主义政党。该党成立于1970年代－1994年之间的某一个时间。它的意识形态是共产主义、马克思列宁主义、霍查主义。它的政治立场是极左。Ubaldo Buttafava是该党的中央委员会第一书记。它是马列主义政党和组织国际会议 (团结和斗争)的成员。2002年左右，该党停止活动。